# Antonio Maria Lucchini
Pour les articles homonymes, voir Lucchini.
Antonio Maria Lucchini ou Luchini, né vers 1690 à Venise et mort après 1730 dans la même ville, est un librettiste d'opéra italien du XVIIIe siècle.

## Biographie
Antonio Maria Lucchini était issu de la classe moyenne vénitienne. Le premier livret que nous connaissons de lui date de 1716 et fut mis en musique par Antonio Lotti.
En 1717, Lucchini accompagna ce dernier à Dresde et il y devint librettiste pour le compte de la Cour princière.  Frédéric-Auguste II de Saxe ne le considérait pas comme l'un des meilleurs librettistes et il fut donc chargé d'écrire des textes pour des oratorios, des cantates, des sérénades ainsi que d'adapter des livrets existants.
Cependant, il composa deux livrets d'opéra pour Dresde, qui furent tous deux mis en musique par Lotti. Son séjour dans cette ville prit fin de façon soudaine lorsqu'il fut impliqué dans une affaire de mœurs à propos d'une femme. Il s'enfuit d'Allemagne et retourna immédiatement en Italie où il écrivit encore entre 1720 et 1730 sept nouveaux livrets dont certains servirent à Vivaldi.

## Son style
Les capacités de Lucchini furent vraiment sous-estimées par Frédéric-Auguste II ; son style, bien que conventionnel, est parmi les meilleurs de son époque.

## Œuvres (sélection)
- Foca superbo (1716), mis en musique par Antonio Lotti
- Tieteberga (1717), mis en musique par  Antonio Vivaldi
- Giove in Argo (1717), mis en musique par  Antonio Lotti et Georg Friedrich Haendel
- Ascanio, overo Gli odi delusi dal sangue (1718), mis en musique par Antonio Lotti
- L’inganno tradito dall’amore (1720), mis en musique par  Antonio Caldara
- Ermengarda (1723), mis en musique par Tomaso Albinoni
- Gli sforzi d’ambizione e d’amore (1724), mis en musique par  Porta
- Farnace (1724), mis en musique par Leonardo Vinci et Antonio Vivaldi
- Dorilla in Tempe (1726), mis en musique par  Antonio Vivaldi